# Chemische computer
Een chemische computer is een onconventionele computer die gebaseerd is op informatie die is opgeslagen in verschillende concentraties van chemicaliën. De berekeningen van de computer geschieden per chemische reactie. Chemische computers zijn nog in een experimenteel en ontwikkelstadium.
De basis van de eerste chemische computers ligt in een ontdekking van de Sovjet-wetenschapper Boris Beloesov, die in de jaren 1950 een combinatie van zouten en zuren wist te maken die met chemische reacties afwisselend doorzichtig en geel werd - een cyclische reactie.
Inmiddels zijn chemische computers toegepast om meetkundige problemen op te lossen en het zoeken van een kortste route in een plattegrond. Ook wordt onderzoek gedaan naar de mogelijkheden om neurale netwerken op basis van chemische processen te bouwen.